# Misaki Amano
Misaki Amano (jap. 天野 実咲, Amano Misaki; * 22. April 1985 in Gifu) ist eine ehemalige japanische Fußballspielerin.

## Karriere

### Verein
Amano spielte in der Jugend für die Waseda-Universität. Sie begann ihre Karriere bei TEPCO Mareeze, wo sie von 2008 bis 2011 spielte. 2012 folgte dann der Wechsel zu Mynavi Vegalta Sendai Ladies. 2013 beendete sie Spielerkarriere.

### Nationalmannschaft
Sie wurde in den Kader der Weltmeisterschaft der Frauen 2007 berufen.